# Lotus greenei
Lotus greenei là một loài thực vật có hoa trong họ Đậu. Loài này được Ottley miêu tả khoa học đầu tiên năm 1939.